# Snottit

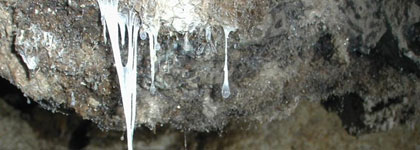
Snottiten in der Cueva de Villa Luz im südlichen Mexiko

Ein Snottit (englischsprachig: Snottite oder Snoticle) ist ein Biofilm einzelliger extremophiler Bakterien, der in Höhlen wie ein kleiner, schleimartiger Stalaktit von Wänden oder der Decke herabhängt. Die Konsistenz erinnert an Schnodder, wo auch der Name herrührt.

## Beschreibung
Snottiten weisen morphologisch wabbelige Strukturen auf, die in manchen Höhlen von Decken und Wänden herabhängen und sich nicht an Wasseransammlungen befinden. Die Strukturen haben keine Calcit- oder andere mineralische Ablagerungen, was sie von anderen stalaktitartigen Biofilmen und Strukturen unterscheidet.
In den Frasassi-Höhlen in Italien wurden über 70 % der Snottitzellen als das Bakterium Acidithiobacillus thiooxidans identifiziert. Zudem machten Archaeen aus der Ordnung Thermoplasmatales mehr als 15 % und aus der Familie Acidimicrobiaceae mehr als 5 % aus.
Die Bakterien erhalten die Energie aus chemoautotrophen Stoffwechselprozessen, beispielsweise durch die Umsetzung vulkanischer Schwefelverbindungen wie Schwefelwasserstoff. Mit heruntertropfendem Wasser entsteht bei diesem Prozess Schwefelsäure, die im Bereich eines pH-Werts von 0 liegt, aufgrund des sauren Milieus wird Snottit auch als „saurer Biofilm“ bezeichnet. Wissenschaftler der University of Texas haben die Vermutung geäußert, dass Schwefelsäure bei der Bildung von Höhlen einen größeren Einfluss haben könnte als die oftmals angenommene Kohlensäure.
Der Begriff „Snottit“ wurde von dem Höhlenforscher James A. Pisarowicz geprägt, der diesen Biofilm in der Cueva de Villa Luz, einer Höhle im mexikanischen Bundesstaat Tabasco, erstmals beschrieb.